# Dieciocho
El dieciocho (18) es el número natural que sigue al 17 y precede al 19.

## Matemáticas
- El 18 es un número compuesto, que tiene los siguientes factores propios: 1, 2, 3, 6 y 9.Tres de estos divisores (3, 6 y 9) suman 18, por lo tanto, 18 es un número semiperfecto.
- En la base diez, es un número de Harshad y un número de Moran.
- Es un número abundante, ya que la suma de sus divisores propios es mayor que sí misma (1 + 2 + 3 + 6 + 9 = 21).
- Es el número de pentominos unilaterales.
- Los llamados problemas de Smale son una lista de 18 problemas matemáticos propuesta por Steve Smale.
- Es un número práctico.

## Química
- Número atómico del argón.
- La tabla periódica tiene 18 grupos en total. El grupo 18 es el de los gases nobles.

## Astronomía
- Objeto de Messier M18 es un cúmulo abierto en la constelación de Sagitario.
- Objeto del Nuevo Catálogo General NGC 18 es un sistema de doble estrella ubicado en la constelación de Pegaso.
- 18 Scorpii, es una estrella enana amarilla en la constelación de Scorpio cuyas características físicas son muy similares al Sol.